# Лобанчик
Лобанчик — устаревшее русское народное название золотых монет XVI—XIX веков. У исследователей нет единого мнения относительно того, какие конкретно монеты за ним скрываются. Так, филологи (Ушаков, Ефремова и другие) связывают лобанчик с французскими луидорами и русскими полуимпериалами (золотыми пятирублевиками), которые содержат 5,8—7,5 г чистого золота. Учёные-нумизматы (Спасский, Зварич, Уздеников и другие) единогласно называют лобанчиками голландские дукаты или червонцы (3,3—3,5 г чистого золота) и их копии, чеканившиеся в Санкт-Петербурге в XVIII—XIX веках.
В Толковом словаре живого великорусского языка (1863—1866) Владимира Даля приведено следующее определение слова «лобанчик»: «французский золотой, на котором изображена голова; пучковый, червонец», что даёт основание для обеих приведённых выше трактовок. «Французский золотой, на котором изображена голова» — это какая-то разновидность луидора; «пучковый, червонец» — это дукаты вообще и голландские дукаты, в частности.

## Луидор и полуимпериал
К началу Великой французской революции основной золотой монетой Франции был луидор, в оформлении которого, как правило, использовался профиль монарха. При этом проба и содержание золота в монете со временем менялось (от 6 до 7,5 г). Стабильным оно стало с 1803 года с началом выпуска наполеондоров, монет 900-й пробы достоинством 20 франков общей массой в 6,4516 грамма при содержании чистого золота около 5,8 грамма. С меняющимся оформлением, но стабильной стопой и содержанием золота они чеканились в течение всего XIX века.
Сотрудник Отдела нумизматики Государственного Эрмитажа С. А. Розанов, делая предположение, что в какой-то момент лобанчиками в России могли называть любые золотые монеты иностранной чеканки, отмечает: «разъяснение, что лобанчик соответствует двадцатифранковой французской монете, имеется в деле Особой Канцелярии по секр. части Мин. Фин. от 1838 г.». Двадцатифранковая французская монета 1838 года — это разновидность наполеондора.
Луидорами считали лобанчики Даль и Салтыков-Щедрин. У Даля это «французский золотой, на котором изображена голова». Аналогичное определение приведено в Толковом словаре русского языка (Ушакова): «золотая монета, первонач. французский золотой, на к-ром было изображение головы». То же толкование в словаре Ефремовой: «золотая монета с изображением головы». Салтыков-Щедрин дал развернутую характеристику монеты в Дневнике провинциала в Петербурге (1872):
„Лобанчиком“ в сороковых годах называлась в русской торговле французская монета с изображением одного из Бурбонов, как известно, обладавших большими открытыми лбами. Монета эта была почти всегда стёртая и ходила несколько ниже, нежели двадцатифранковики позднейших чеканов.
Лобанчики упоминаются в поэме Некрасова «Кому на Руси жить хорошо» (1866—1876). В её академическом издании в примечании к фразе «И барину „лобанчиков“ полшапки поднесли» уточняется, что это название полуимпериалов. Чуть раньше лобанчики встречаются в тексте поэмы при перечислении разновидностей внутрироссийских денежных знаков того времени: золотые империалы и полуимпериалы («лобанчики», согласно приведённому выше примечанию), серебряные рубли («целковники»), медные монеты и бумажные денежные знаки («ассигнации»):
 Несут Ермилу денежки,

 Дают, кто чем богат.

 Ермило парень грамотный,

 Да некогда записывать,

 Успей пересчитать!

 Наклали шляпу полную

 Целковиков, лобанчиков,

 Прожжённой, битой, трёпаной

 Крестьянской ассигнации.

 Ермило брал — не брезговал

 И медным пятаком.

 Ещё бы стал он брезговать,

 Когда тут попадалася

 Иная гривна медная

 Дороже ста рублей!

## Дукат и червонец
В 1252 году во Флоренции был начат выпуск золотых монет массой около 3,5 грамма, которые впоследствии стали называть флоринами. В 1284 году в Венецианской республике появились их подражания — цехины, позже получившие наименование «дукаты». Вместе этот тип оказал существенное влияние на монетные системы многих европейских государств, которые чеканили монеты того же типа, то есть с содержанием примерно 3,5 грамма чистого золота. В России за ними закрепилось наименование «червонец», применявшееся как к иностранным монетам массой около 3,5 г, так и к идентичным монетам собственной чеканки.
В XVII—XVIII веках одними из наиболее распространённых монет этого типа стали голландские дукаты. Для финансирования походов русской армии, а также для других операций за границей с 1770 (с датой «1768» на самой монете) по 1867 год в Санкт-Петербурге секретно чеканились копии этих дукатов, которые в официальных документах именовались «известная монета». Народные названия монет — «арапчик» и «пучковый». Первое название произошло, вероятно, из-за того, что изображённый на монете воин вызывал ассоциации с «арапом», а второе — от пучка стрел в его руках.
То, что червонцы, пучковые называли также лобанчиками отмечает ещё Даль. Но в нумизматической литературе именно эта точка зрения становится господствующей. Специально занимавшийся этим вопросом учёный-нумизмат С. А. Розанов пишет:
Даль и Салтыков-Щедрин относят прозвище „лобанчик“ к французским луидорам. Однако традиция, ещё на моей памяти в конце XIX в. сохранявшаяся у коллекционеров и у менял — главных агентов нумизматической торговли, единогласно применяла термины лобанчик и арапчик к голландским червонцам русской чеканки.
Среди народных названий голландских червонцев русской чеканки «лобанчик» упоминают нумизматы Спасский и Уздеников. Развёрнутое определение термину дано в Нумизматическом словаре Зварича. При этом обращает на себя внимание тот факт, что в словаре лобанчиками названы не только подражания, но и оригинальные монеты голландской чеканки:
Лобанчик — русское народное название голландских дукатов и русских подражаний им с XVI по XIX в. (также „арапчик“, „пучковый“). Название „лобанчик“ произошло от изображения воина, которому забрили лоб, взяли в солдаты.